# Melilita
La melilita es un grupo de minerales de la clase de los sorosilicatos. El mineral que originalmente fue llamada melilita fue descubierto en 1793 cerca de Roma, siendo nombrada así del griego meli que significa "miel" y lithos de "piedra", en alusión al color y hábito que presentaba. El nombre se sigue usando para designar a este grupo pero no existe como mineral individual, con componentes del grupo que son minerales naturales pero también con compuestos sintéticos.

## Características químicas
Todos los minerales del grupo tienen una composición química parecida, son todos ellos sorosilicatos tetragonales con un anión (Si2O7)6- o bien un derivado, con la fórmula general Ca2M(XSiO4), donde M representa un catión divalente o trivalente de tamaño pequeño, mientras que X es silicio, aluminio o boro. En general, cuando M es trivalente entonces un átomo de silicio está reemplazado por aluminio o por boro, pero la carga eléctrica también puede estar balanceada mediante la sustitución acoplada del Ca2+ por un ion monovalente y M3+ por M2+ -como en la alumoakermanita-.

## Minerales del grupo
El grupo melilita está formado por los siguientes miembros:
- Oakermanita (Ca2MgSi2O7)
- Alumoakermanita ((Ca,Na) 2 (Al,Mg,Fe2+)(Si2O7))
- Gehlenita (Ca2Al(SiAl)O7)
- Gugiaíta (Ca2BeSi2O7)
- Hardystonita (Ca2ZnSi2O7)
- Okayamalita (Ca2B2SiO7)

Además, entre estos minerales se forman series de solución sólida que dan toda la familia de minerales intermedios que también podemos considerar en este grupo.

## Formación y yacimientos
Los minerales de este grupo suelen aparecer en rocas ígneas que sean pobres en sílice y álcali.